# Socorro (Nuovo Messico)
Socorro è una città della contea di Socorro nello Stato del Nuovo Messico, negli Stati Uniti d'America. È situata nella valle del Rio Grande ad un'altitudine di 1 403 metri sul livello del mare. Nel 2012 la popolazione era di 8 906 abitanti. È il capoluogo della contea di Socorro. Socorro si trova a 119 km a sud di Albuquerque e 235 km a nord di Las Cruces.

## Geografia fisica
Secondo l'Ufficio del censimento degli Stati Uniti, ha una superficie totale di 14,40 mi² (37,30 km²).

## Storia

### Fondazione
Nel giugno 1598, Juan de Oñate guidò un gruppo di coloni spagnoli attraverso la Jornada del Muerto, una zona di deserto inospitale che termina appena a sud dell'attuale città di Socorro. Quando gli spagnoli emersero dal deserto, la tribù dei Piro del pueblo di Teypana diedero a loro cibo e acqua. Pertanto, gli spagnoli rinominarono questo pueblo Socorro, che significa "aiuto" o "soccorso". Successivamente, il nome "Socorro" venne applicato al vicino pueblo Pilabó dei Piro.
Nuestra Señora de Perpetuo Socorro, la prima missione cattolica nell'area, fu probabilmente fondata intorno al 1626. Fray Agustín de Vetancurt scriverà più tardi che circa 600 persone vivevano nell'area durante questo periodo. Le miniere nelle montagne di Socorro furono aperte nel 1626.
Durante la Rivolta Pueblo del 1680, i rifugiati spagnoli si fermarono nel villaggio di Socorro. Un certo numero di indiani Piro seguirono gli spagnoli mentre lasciavano la provincia per andare al sicuro a sud. Senza la protezione delle truppe spagnole, Socorro fu distrutta e gli altri Piro furono uccisi dagli Apache e da altre tribù.
Gli spagnoli inizialmente non si reinsediarono a Socorro quando riconquistarono il Nuovo Messico. Oltre a El Paso, non esistevano insediamenti spagnoli a sud di Sabinal (che si trova a circa 48 km a nord di Socorro) fino agli anni 1800. Nel 1800, il governatore Fernando Chacon diede l'ordine di reinsediare Socorro e altri villaggi dell'area. Tuttavia, Socorro non fu reinsediata fino intorno al 1815. Nel 1817, 70 residenti di Belen chiesero alla corona i terreni di Socorro. Il censimento di Socorro nel 1833 riportava oltre 400 abitanti, con un totale di 1 774 persone che vivono nelle vicinanze del villaggio.
La missione di San Miguel de Socorro fu fondata poco dopo il reinsediamento di Socorro. La chiesa fu costruita sulle rovine della vecchia Nuestra Señora de Socorro.

### Periodo territoriale
Nell'agosto 1846, durante la guerra messico-statunitense, il Nuovo Messico fu occupato dall'esercito statunitense. A Las Vegas, Nuovo Messico, il colonnello Stephen W. Kearny proclamò l'indipendenza del Nuovo Messico dal Messico. Sulla loro strada per iniziare il loro assalto al Messico, le truppe statunitensi si fermarono a Socorro. Un ufficiale britannico, il tenente George Ruxton, commentò che questi soldati erano "non lavati e non rasati, erano laceri e sporchi, senza uniformi..." e mancavano di disciplina.
Nel settembre 1850, il Nuovo Messico divenne un territorio degli Stati Uniti. A quel tempo, il Nuovo Messico comprendeva quelli che ora sono gli stati del Nuovo Messico e dell'Arizona. Nel 1850, la popolazione di Socorro era di 543 abitanti. Erano inclusi i 100 soldati statunitensi che furono presto trasferiti a Valverde.
La prima base militare costruita vicino a Socorro era Fort Conrad, a 48 km a sud della città. Costruito nell'agosto 1851, il forte fu costruito male e venne abbandonato per Fort Craig, situato a pochi chilometri di distanza. Fort Craig fu occupato per la prima volta il 31 marzo 1854.
La New Mexico School of Mines (ora New Mexico Institute of Mining and Technology) fu fondata a Socorro nel 1889.
Il 24 aprile 1964, Lonnie Zamora, un poliziotto locale, sostenne di aver avvistato un disco volante e due piccoli esseri.

## Società

### Evoluzione demografica
Secondo il censimento del 2010, la popolazione era di 9 051 abitanti.

### Etnie e minoranze straniere
Secondo il censimento del 2010, la composizione etnica della città era formata dall'80,7% di bianchi, l'1,5% di afroamericani, il 3,9% di nativi americani, il 2,1% di asiatici, lo 0,1% di oceanici, l'8,3% di altre razze, e il 3,4% di due o più razze. Ispanici o latinos di qualunque razza erano il 54,0% della popolazione.